# 3-Song EP
3-Song EP es un EP de 12'' de Royal Trux. Fue lanzado el 27 de agosto de 1998 por Drag City.

## Lista de canciones
| N.º | Título                                                   | Duración |  |
| 1.  | «Deafer Than Blind»                                      | 2:43     |  |
| 2.  | «The United States vs One 1974 Cadillac El Dorado Sedan» | 7:23     |  |
| 3.  | «Run, Shaker Life»                                       | 2:56     |  |